# Taraxacum abietifolium
Taraxacum abietifolium, trajnica, vrsta maslačka, endemska vrsta iz Švedske Vrsta je opisana 1963.